# Asami Seto
Asami Seto (瀬戸 麻沙美, Seto Asami, Saitama, 2 de abril de 1993) é uma dubladora e cantora japonesa, afiliada da Sigma Seven.

## Trabalhos

### Anime
2011
- Ano Hi Mita Hana no Namae o Bokutachi wa Mada Shiranai (Atsumu Matsuyuki)
- Chihayafuru (Chihaya Ayase)[2]
- Dog Days (Amelita Tremper)
- Ro-Kyu-Bu! (Kagetsu Hakamada)
- Wandering Son (Yoshino Takatsuki)

2012
- Hori-san to Miyamura-kun: Shingakki (Kyouko Hori)
- Magi: The Labyrinth of Magic (Ri Seishun)
- Lagrange: The Flower of Rin-ne (Lan)
- Senki Zesshō Symphogear (Aoi Tomosato)
- Tari Tari (Konatsu Miyamoto)

2013
- Aikatsu! (Raichi Hoshimiya, Shion Kamiya e Mako Miyamoto)[3]
- Chihayafuru 2 (Chihaya Ayase)
- Cuticle Detective Inaba (Natsuki)
- Valvrave the Liberator (Shōko Sashinami)
- Ro-Kyu-Bu! SS  (Kagetsu Hakamada)

2014
- Witch Craft Works (Ayaka Kagari)

### Videogames
2012
- Street Fighter X Tekken como Lili

2013
- NORN9 como Shiranui Nanami